# Orde van de Arbeid (Bulgarije)

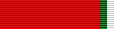
Lint

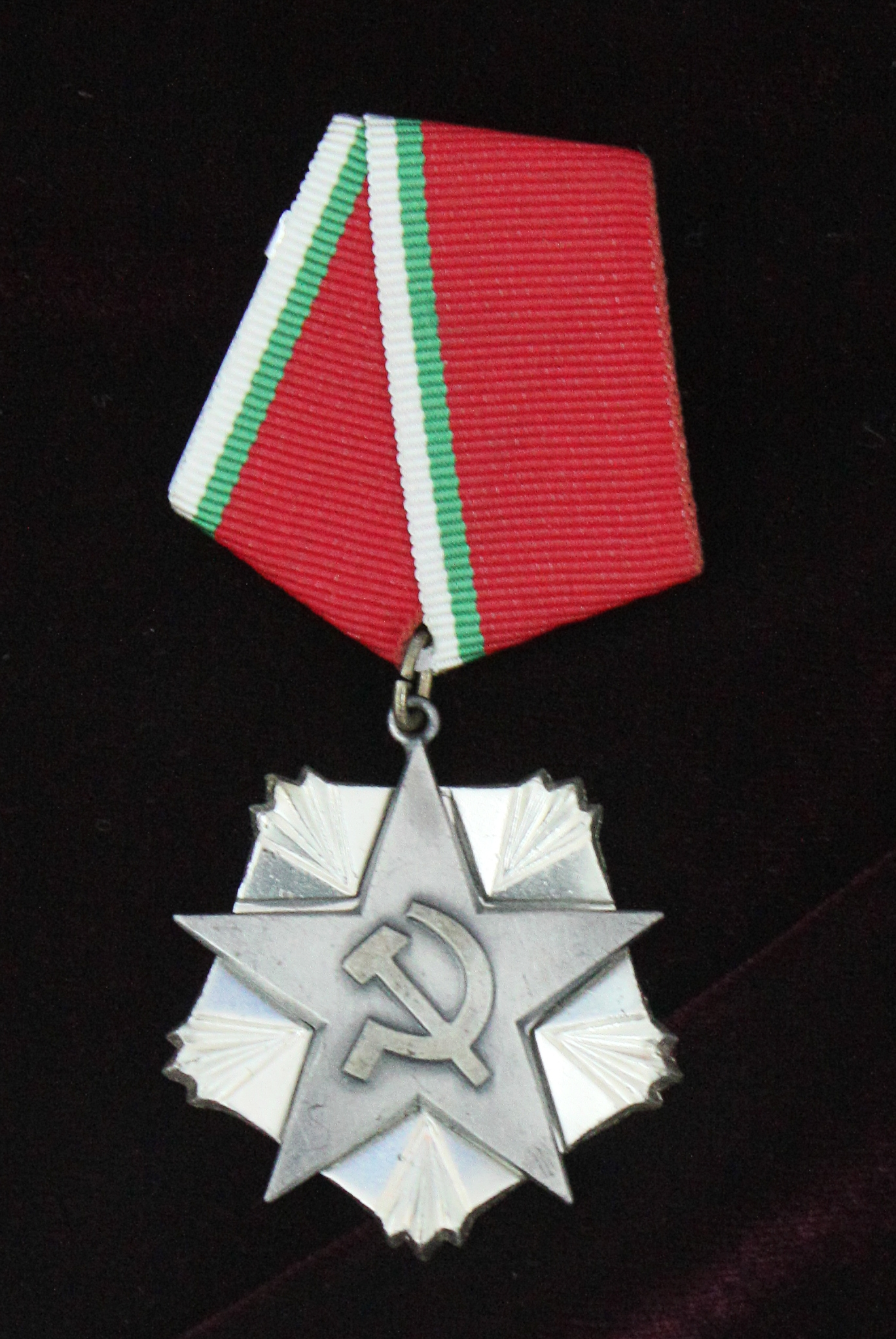
De Orde van de Arbeid derde klasse (1979)

De Orde van de Arbeid (Bulgaars: Народный орден Труда) werd in 1945 ingesteld.
De orde kende drie klassen. Het kleinood van de orde, een ster met hamer en sikkel op een vijfhoek, wordt aan een lint met een groene en witte bies aan de rechterzijde van het rode lint gedragen. De tweede klasse draagt een lint met een groene en witte streep in het midden. De linten van de eerste en derde graad zijn gelijk.
- De Orde van de Arbeid derde klasse is geheel van zilver.
- De Orde van de Arbeid tweede klasse heeft een gouden ster op een zilveren achtergrond.
- De Orde van de Arbeid eerste klasse is geheel van goud.

In een eerdere uitvoering, de onderscheiding heeft drie uitvoeringen gekend was de Orde van de Arbeid een medaille met de afbeelding van een arbeider met een leren voorschoot en een zware hamer, tandwiel en korenaar. Op de keerzijde stond “"НАРОДЕН ОРДЕН * НА ТРУДА *"”